# Verweilzeit (Atmosphäre)
Die Verweilzeit bzw. Lebensdauer eines Stoffes (Gas, Feststoff oder Tropfen) in der Erdatmosphäre ist die mittlere Zeitdauer, die ein in die Atmosphäre eingebrachtes Teilchen oder Molekül des Stoffes in der Atmosphäre verbleibt. Sie wird durch sein Gewicht (Größe), seine Wasserlöslichkeit und durch seine chemische Zusammensetzung bestimmt.
Schwere Feststoffpartikel oder Tropfen sinken schneller zu Boden als leichte. In Abhängigkeit von der Wasserlöslichkeit (genauer: Luft-Wasser- sowie Luft-Aerosol-Verteilungskoeffizient) werden Stoffe mehr oder minder stark durch Regen ausgewaschen. Stoffe in der Atmosphäre können durch chemische oder physikalische Prozesse (z. B. durch Radikale ausgelöste Redox-Reaktionen oder Photolyse) umgewandelt oder abgebaut werden.
Diese und weitere Einflussgrößen bestimmen die Verweilzeit eines Stoffes in der Atmosphäre. Je nach Stoff kann diese sehr kurz (Sekunden oder Minuten) aber auch sehr lang sein (mehrere Tausend Jahre).
Die Konzentration oder Konzentrationserhöhung eines Stoffes in der Atmosphäre, z. B. eines Treibhausgases, die sich in einem langfristigen Gleichgewichtszustand durch eine bestimmte (anthropogene) Emissionsrate einstellt, ist im einfachsten Fall proportional zu dessen Verweilzeit. Bei vielen Stoffen, insbesondere Kohlendioxid, sind die Zusammenhänge jedoch komplizierter (siehe Kohlenstoffkreislauf).